# Rachoúla
Rachoúla är en ort i Grekland.   Den ligger i prefekturen Nomós Kardhítsas och regionen Thessalien, i den centrala delen av landet, 210 km nordväst om huvudstaden Aten. Rachoúla ligger 367 meter över havet och antalet invånare är 416.
Terrängen runt Rachoúla är huvudsakligen kuperad, men åt nordost är den platt. Runt Rachoúla är det glesbefolkat, med 13 invånare per kvadratkilometer. Närmaste större samhälle är Karditsa, 14,8 km norr om Rachoúla. I omgivningarna runt Rachoúla växer i huvudsak blandskog.